# Henri Bourbon
Pour les articles homonymes, voir Bourbon.
Henri Bourbon, né le 10 novembre 1906 à Annemasse et mort le 16 juin 1996 à Oyonnax, est un homme politique français.
Membre du Parti communiste français, il a été député de l'Ain et conseiller général du canton d'Ambérieu-en-Bugey.

## Biographie
Fils d'un cheminot, Henri Bourbon devient cheminot lui-même (facteur aux écritures). En 1928, il adhère au Parti communiste français (PCF) et à la CGTU. Il met en place le syndicat unique des cheminots de Bellegarde.

### Résistance
En 1940, il est arrêté pour ses activités au sein du PCF et doit purger une peine de prison au Fort Saint-Nicolas. Libéré en octobre 1940, révoqué, il entre dans la clandestinité au début de 1941 et met sur pied la première section illégale du Parti communiste à Oyonnax. Il est responsable de nombreux groupes de sabotage en 1942 dans la région lyonnaise et en Auvergne puis, en 1943, dans la région toulousaine,.

### Mandats électifs
En 1945, il est secrétaire de la Fédération PCF de l’Ain. La même année, il est élu conseiller municipal de Bourg-en-Bresse et, en 1951, conseiller général du canton d'Ambérieu-en-Bugey.
Il est député communiste de l'Ain de 1945 à 1951. Il est membre de la Commission des moyens de communication et juré à la Haute-Cour de Justice. 
Aux élections législatives de 1951, il perd son mandat en raison de la pratique de l'apparentement, mais est réélu en 1956. Il est 
membre de la Commission de la justice et de la législation, de la Commission du suffrage universel et de la Commission de l'intérieur en 1957.

## Détail des mandats
- Député de l'Ain[2] :
  - 21 octobre 1945 - 10 juin 1946
  - 2 juin 1946 - 27 novembre 1946
  - 10 novembre 1946 - 4 juillet 1951
  - 2 janvier 1956 - 8 décembre 1958
- Conseiller municipal de Bourg-en-Bresse
- Conseiller général du canton d'Ambérieu-en-Bugey (1951 - 1958)

## Distinctions
- Chevalier de la Légion d'honneur
- Croix de guerre 1939–1945 avec palme
- Médaille de la Résistance française